# My First Kiss
"My First Kiss" é o primeiro single do grupo de música eletrônica, 3OH!3 de seu segundo álbum, Streets of Gold. A música conta com a participação da cantora Kesha e foi lançada digitalmente em 4 de maio de 2010.

## Videoclipe
O videoclipe de "My First Kiss"foi filmado em Nova York, pelo diretor, Isaac Ravishankara. O videoclipe da música é em relação ao tema música, beijando. Foreman, explicou: "[E] o vídeo é um jogo de beijar em geral, e os lábios, e aproximando-se de um bando de lábios, e as pessoas que saem da boca e justo, como, realmente transições legal."
O vídeo segue um tema semelhante, que é relativa ao título canções, "My First Kiss". Possui um grande número de pessoas (geriatria, punks, professores, marinheiros, soldados, lésbicas, nerds e roqueiros pilosidade) se beijando, beijando e beijando de língua. O vídeo é composto por cenas diferentes todas usando cenários multi-coloridos como os vídeos de apoio dominante. As cenas principais presentes são de "3OH! 3 saltar em torno e dando socos na câmara" enquanto canta suas versus e ocasionais close-ups de diferentes pares de lábios que estão declamando letras diferentes da música. Kesha também está presente em todo o vídeo, principalmente em seus versos, onde ela é vista em close-ups de seus lábios e dançando em volta da tela no refrão.
James Montgomery da MTV News analisou o vídeo de "My First Kiss" de forma positiva. Montgomery comentou sobre como é simples o vídeo músicas era, mas observou que não era uma negativa, ele comentou: "como 3OH!3 tudo muito bonito não, há um charme inegável tanto para a música e o vídeo. Talvez o refrão ferramenta de poder , Ou o "ooh-ooh-ooh" harmonias vocais. Talvez seja atrevimento sexy Kesha. Ou talvez eu só gosto de ver um monte de gente bloquear lábios. A coisa toda é muito divertido. Ela fica na sua cabeça. E ei , É o verão - a escola, e alegremente estúpido está dentro."

## Desempenho
| Parada musical (2010)                | Melhor posição |
| ------------------------------------ | -------------- |
| Estados Unidos Billboard Hot 100     | 9              |
| Estados Unidos Billboard Pop Songs   | 15             |
| Nova Zelândia - New Zealand Top 40   | 15             |
| Irlanda - Ireland Singles Top 50     | 10             |
| Reino Unido - UK Singles Top 75      | 7              |
| Austrália - Australia Singles Top 50 | 13             |
| Áustria - Austria Singles Top 75     | 28             |
| Alemanha - Germany Singles Top 100   | 38             |
| Canadá - Canada Singles Top 100      | 7              |
| Alemanha - Germany Singles Top 100   | 37             |
| Áustria - Austria Singles Top 75     | 30             |